# Dredd
A Dredd 2012-es sci-fi akciófilm, melyet Pete Travis rendezett, a film forgatókönyvírója és producere Alex Garland. A film alapjául a 2000 AD Dredd bíró című képregénysorozata szolgált, amelyet John Wagner és Carlos Ezquerra alkotott meg. Karl Urban alakítja Dredd bírót, aki a törvény embereként a poszt-apokaliptikus, bűnözéstől sújtott metropoliszban, Mega-City One-ban egyszerre rendelkezik rendőri, bírói és végrehajtói jogkörrel. A történet szerint Dreddnek és újonc, tapasztalatlan társának, Anderson bírónak (Olivia Thirlby) egy kétszáz emeletes lakótömbben kell rendet tenniük, végezve egy veszedelmes drogbáróval, Ma-Mával (Lena Headey), illetve annak felfegyverzett embereivel.
Garland 2006-ban látott neki a forgatókönyv megírásának, de a film elkészítését – melynek cselekménye nem kapcsolódik az 1995-ös Dredd bíró eseményeihez – csupán 2008 decemberében hozták nyilvánosságra. A forgatásra, melynek során 3D kamerákat is alkalmaztak, Fokvárosban és Johannesburgban került sor, 2010 novemberétől kezdődően.
A Dredd az Egyesült Királyságban 2012. szeptember 7-én került a mozikba, világszerte 2012. szeptember 21-én mutatták be. A kritikusok dicsérték a film vizuális effektjeit, a szereplőválogatást és az akciójeleneteket, de az eredeti képregényre jellemző szatirikus elemek hiányát, illetve a túlzott erőszakot negatív bírálatok érték. A pozitív kritikai fogadtatás ellenére a becslések szerint kb. 45-50 millió dolláros költségvetésből készült film mindössze 36 millió dolláros bevételre tett szert a jegyeladásokból. A film a DVD és Blu-ray disc eladások tekintetében nagyobb sikert ért el, és kultuszfilm státuszt szerzett. A jegyeladásokból befolyt alacsony bevétel alapján valószínűtlennek tűnik egy folytatás lehetősége, azonban az eladott lemezek és a 2000 AD rajongóinak erőfeszítései mégis fenntartják a lehetőséget egy újabb film elkészítésére.

## Cselekmény
|  | Alább a cselekmény részletei következnek! |

A jövőben az Amerikai Egyesült Államok radioaktív pusztasággá változik. Az ország keleti partvidékén fekszik a bűnözéstől sújtott metropolisz, Mega-City One. Itt 800 millió lakos él és naponta 17 ezer bejelentett bűneset történik, melyeknek csupán 6%-ával tudnak a hatóságok foglalkozni. A városban egy újfajta drog jelenik meg, a fogyasztóinak időérzékelését átmenetileg a normális 1%-ára csökkentő Slo-Mo. Az egyetlen rendfenntartó erőt a bírók képviselik, akik rendőrként az ítélethozás és a (gyakran halálos) ítélet azonnali végrehajtásának jogkörével is rendelkeznek. Dredd bíró (Karl Urban) főnökétől egy fiatal újoncot kap maga mellé: Cassandra Anderson (Olivia Thirlby) telepatikus képességekkel bír, és korábban csupán néhány ponton múlt, hogy nem tudta teljesíteni a bírók alkalmassági vizsgáját.
Peach Treesben, egy kétszáz szintes, lepusztult toronyházban 75 ezren laknak. Az épület tetején van Madeline 'Ma-Ma' Madrigal (Lena Headey) bandájának főhadiszállása. Ma-Ma brutálisan kivégeztet három rivális drogdílert (miután Slo-Mo-t adott be nekik), a megnyúzott tetemeket pedig figyelmeztetésképpen a legfelső szintről a toronyház központi csarnokába hajíttatja. Dreddet és Andersont küldik a helyszínre, akik rajtaütnek egy drogüzleten és letartóztatják Kayt (Wood Harris), Ma-Ma egyik fontos emberét. Anderson gondolatolvasó képességével megérzi, hogy Kaynek köze volt a dílerek kivégzéséhez, ezért Dredd-del úgy döntenek, magukkal viszik a férfit a bírók központjába, további kihallgatás céljából. Hogy elkerülje Kay kihallgatásának lehetőségét és a drogüzlet lelepleződését, Ma-Ma egy biztonsági tesztnek álcázva hermetikusan lezáratja az épületet, így a bírók képtelenek elhagyni Peach Treest és segítséget sem tudnak hívni.
Ma-Ma elrendeli Dredd és Anderson megölését, akiknek ezután menekülés közben számos felfegyverzett bandataggal kell szembenézniük. A 76. emeleten Ma-Ma és emberei gépágyúkkal veszik össztűz alá a szintet, melyek darabokra szaggatják a falakat és sok lakóval végeznek. A bíróknak sikerül kijutniuk az épület külső részére, és erősítést hívniuk. Dredd gyanakodni kezd, hogy Ma-Ma valamiért kétségbeesetten próbálja elkerülni Kay kihallgatását, és ezért zárta őket csapdába az épületben. Erőszakkal próbálja meg szóra bírni a férfit, de Anderson közbeavatkozik, és látnoki képességével hamar kideríti, hogy Peach Trees a Slo-Mo kábítószer előállításának és terjesztésének központja. Dredd azt javasolja Andersonnak, hogy az erősítésre várakozás helyett inkább saját kezűleg végezzenek Ma-Mával. Két bíró, Volt és Guthrie a helyszínre érkezik, de az épület Ma-Ma által manipulált számítógépes szakembere elhiteti velük, hogy csupán biztonsági okokból zárták le a lakótömböt. Két felfegyverzett tizenéves fiú rátámad Dredd-re és Andersonra, a zűrzavart kihasználva Kay lefegyverzi és túszul ejti Andersont és magával viszi őt a legfelső szintre, Ma-Ma bázisára.
Mialatt Dredd tovább halad a legfelső szint felé, Ma-Ma felbérel négy korrupt bírót, Lexet, Kaplant, Chant és Alvarezt, hogy végezzenek Dredd-del. Dredd találkozik Channel, de egy elejtett félmondatból gyanússá válik neki a bíró, melyet szóvá is tesz. Chan nekitámad, de a küzdelemben Dredd kerekedik felül. Eközben Kay Anderson kivégzésére készül, melyet a lány saját fegyverével akar végrehajtani, de a DNS-olvasóval felszerelt fegyver – avatatlan kezekbe kerülve – felrobban és leszakítja a férfi karját, ezután Anderson megöli Kayt. Anderson találkozik Kaplannal, de képességével azonnal rájön, hogy a bíró korrupt és végez vele. Az épület egy másik részében Dredd lelövi Alvarezt, de közben elfogy a lőszere; Lex megsebesíti a bírót és már Dredd kivégzésére készül, amikor Anderson – kihasználva Dredd időhúzását – hátulról agyonlövi Lexet.
Anderson és Dredd bejut Ma-Ma bázisára, ahol Ma-Ma közli velük, hogy a testére egy jeladót szerelt; ha leáll a szívverése, felrobban az épület felső szintje, mely leomolva elpusztítja az egész épületet. Dredd rájön, hogy a jeladó nem elég erős, hogy a földszintről is működjön, ezért Slo-Mót ad be Ma-mának és kihajítja őt az ablakon. A film végén Anderson elfogadja, hogy megbukott a vizsgán, mivel korábban hagyta magát lefegyverezni. Azonban amikor a bírók főnöke megkérdezi Dredd-et, átment-e a lány a vizsgán, Dredd igennel felel.
|  | Itt a vége a cselekmény részletezésének! |

## Szereplők

### Főszereplők

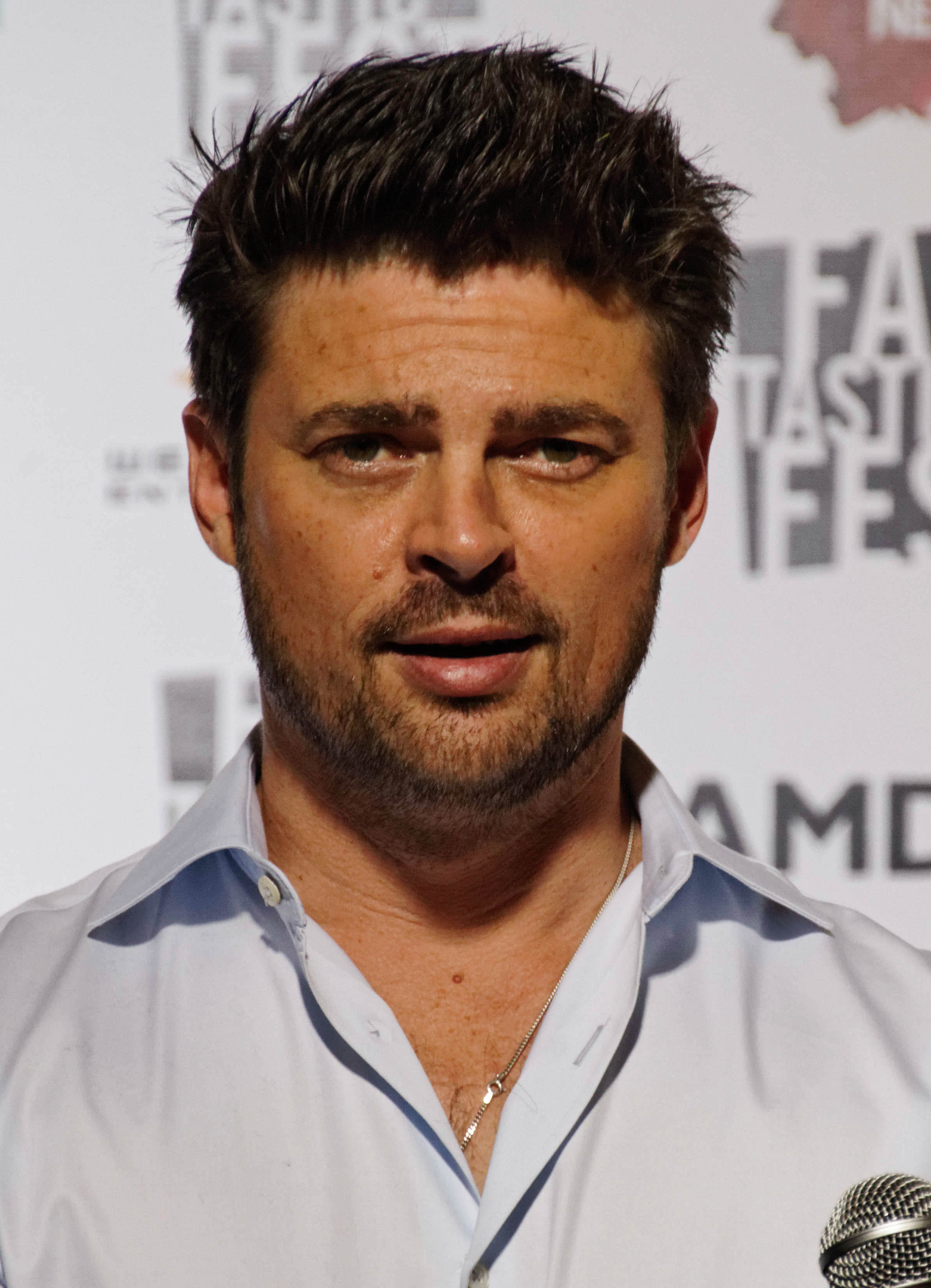
Karl Urban, Dredd megformálója

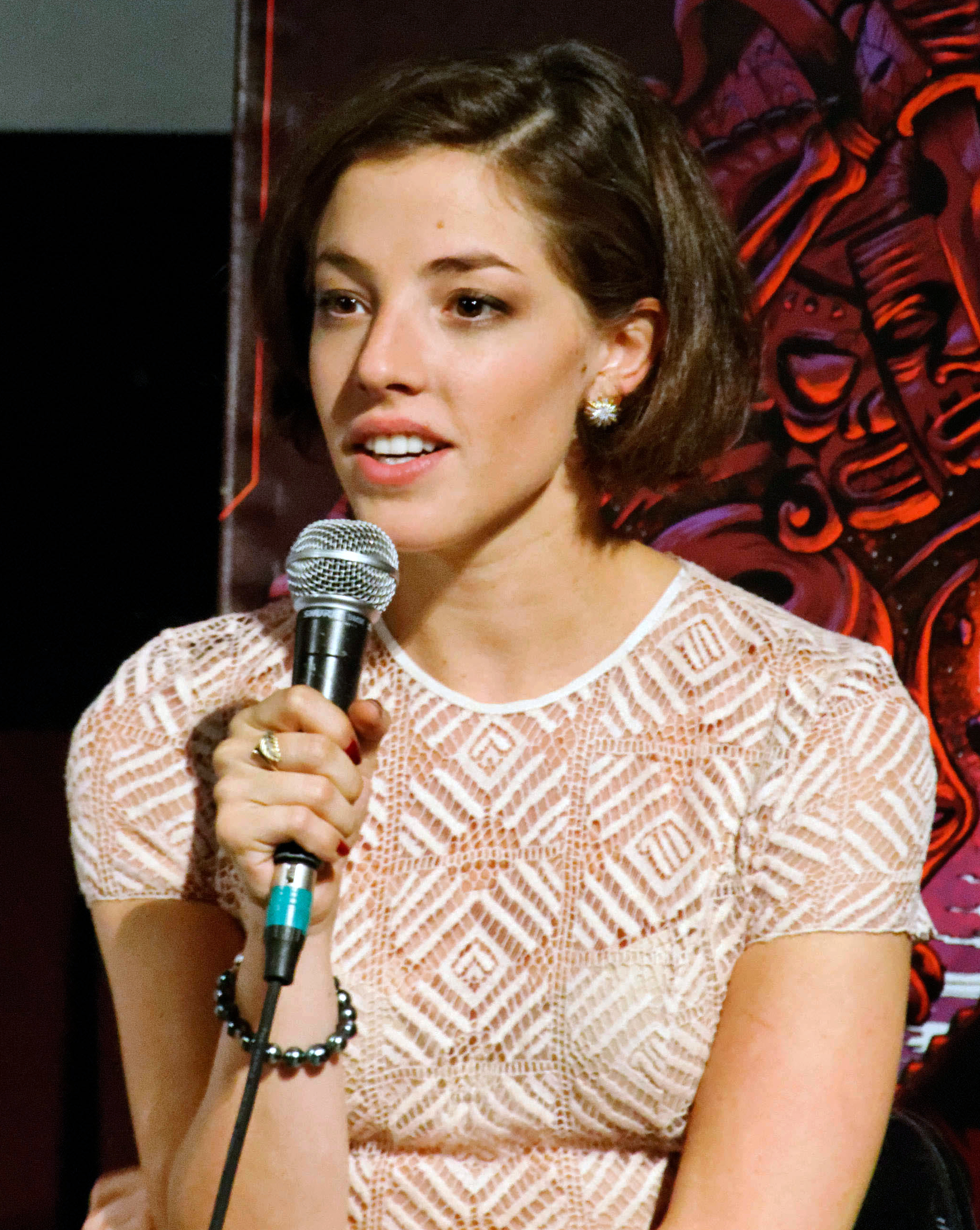
Olivia Thirlby alakítja Anderson bírót a filmben

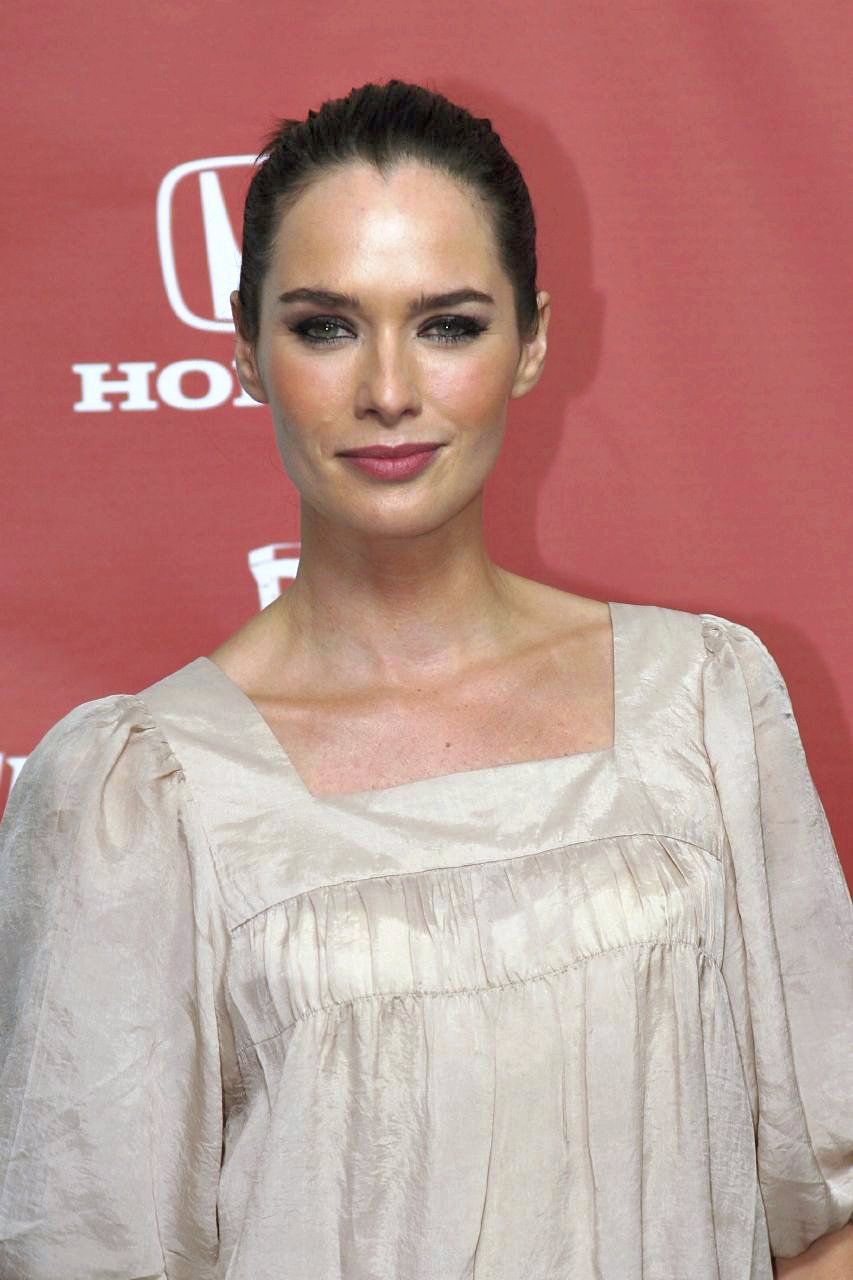
Lena Headey kapta meg Ma-Ma szerepét

- Karl Urban – Dredd bíró; magyar hangja Viczián Ottó

Hírhedt és rettegett bíró. Allon Reich a következőképpen írta le a szereplőt: „kirívó egyéniség, aki különösen elfogulatlanul szolgáltat igazságot”. Urban kereste fel a producereket, hogy csatlakozzon a filmhez. A szerepben nagy kihívást látott, mert az általa alakított szereplő sosem veszi le sisakját a filmben, ezért tekintetének használata nélkül, pusztán arcmimikájával kell kimutatnia érzéseit. Urban a szereplőt úgy látja mint egy átlagos embert, aki nagyon fáradságos munkát végez egy darabjaira hulló társadalomban, Dredd hősiességét a tűzoltókéhoz hasonlította. A szerepre való felkészülés fizikai erőfeszítéseket is igényelt; Urban intenzív edzésprogramnak vetette alá magát, hogy „vadállatias emberré” váljon. Emellett fegyveres és taktikai kiképzést is kapott, hogy megtanuljon egy tűzharcban cselekedni, bűnözőket letartóztatni és ajtókat betörni. A színész ragaszkodott ahhoz, hogy a motoros jeleneteket kaszkadőr nélkül forgassa le. Dredd szerepét reszelős és durva hanghordozással alakította, mely „egy csontokat átvágó fűrész hangjához” hasonlatos, ez pedig megterhelő volt számára.
- Olivia Thirlby – Cassandra Anderson bíró; magyar hangja Nemes Takách Kata

Újonc bíró és genetikai mutáns, aki erőteljes pszichikus képességekkel bír. Anderson képes mások gondolatait és érzéseit megérezni. Thirlby szembeállította a szereplőt Dredd „fekete-fehér” nézőpontjával, szerinte Anderson „egy szürke világban él, ahol mindent kihangsúlyoz vagy éppen elhomályosít az a tény, hogy a lány tudja, mi folyik egy személy legbelső lényében”. A színésznő fegyveres és pusztakezes edzésen vett részt, melynek során megtanulta egy körrúgás végrehajtását, hogy hihetően alakíthasson a filmben egy átlagosnál jóval harcedzettebb embert. A szereplőt részben Debbie Harry énekesnő inspirálta.
- Wood Harris – Kay; magyar hangja Czvetkó Sándor

Ma-Ma klánjának tagja. Harris gonosztevőként jellemezte a szereplőt, de mégis olyasvalakinek látja, aki önmagát nem tartja rosszabbnak a bíróknál. Harris a következőket mondta erről: „...Dredd szó szerint elítél és megöl bárkit, ha az rosszat tett... Bárki, aki szembeszáll a rendszerrel, rosszfiúként végezheti. Ezért úgy vélem, Kay ezzel igazolja önmaga számára a tetteit”.
- Lena Headey – Ma-Ma (Madeline Madrigal); magyar hangja Bertalan Ágnes

Egykori prostituált, akiből drogbáró és bandavezér lett, a Slo-Mo egyedüli terjesztője. Headey alakítását Patti Smith punk-rock énekesnő inspirálta. Reich úgy jellemezte a szereplőt, mint „olyasvalaki, akit egyáltalán nem érdekel, mint gondolnak vagy éreznek mások, és azt teszi vagy úgy viselkedik, ahogyan akar”. Headey úgy gondol a szereplőre, mint „egy öreg, hatalmas fehér cápára, amely csak arra vár, hogy egy nagyobb és erősebb valaki megjelenjen és megölje őt... készen áll rá. Valójában alig várja, hogy ez bekövetkezzen... Függő, ezért ebben az értelemben már halott, de az a bizonyos végső csapás még nem következett be”. Mielőtt Headey elvállalta volna a szerepet, Ma-Ma alakját erősen kisminkelt, sebhelyes és túlsúlyos idősebb nőként jellemezték.

### Egyéb szereplők
| Színész          | Szerep                                 | Magyar hang         |
| ---------------- | -------------------------------------- | ------------------- |
| Domhnall Gleeson | névtelen komputerzseni                 | Welker Gábor        |
| Warrick Grier    | Caleb, Ma-Ma jobbkeze                  | Sörös Sándor        |
| Deobia Oparei    | TJ, Peach Trees orvosa                 | Schneider Zoltán    |
| Langley Kirkwood | Lex bíró                               | Galambos Péter      |
| Edwin Perry      | Alvarez bíró                           | Láng Balázs         |
| Karl Thaning     | Chan bíró                              | Galbenisz Tomasz    |
| Michele Levin    | Kaplan bíró                            | Sipos Eszter        |
| Francis Chouler  | Guthrie bíró                           |                     |
| Daniel Hadebe    | Volt bíró                              |                     |
| Rakie Ayola      | a bírók főnöke                         |                     |
| Jason Cope       | Zwirner, Dredd első áldozata a filmben | Barabás Kiss Zoltán |
| Scott Sparrow    | Japhet, Anderson első áldozata         |                     |
| Nicole Bailey    | Cathy, Japhet felesége                 |                     |

## Fordítás
Ez a szócikk részben vagy egészben  a   Dredd című angol Wikipédia-szócikk fordításán alapul.  Az eredeti cikk szerkesztőit annak laptörténete sorolja fel. Ez a jelzés csupán a megfogalmazás eredetét és a szerzői jogokat jelzi, nem szolgál a cikkben szereplő információk forrásmegjelöléseként.